# Пиншань (Хэбэй)
Пиншань (кит. упр. 平山, пиньинь Píngshā) — уезд городского округа Шицзячжуан провинции Хэбэй (КНР).

## История
Уезд был образован в 756 году путём объединения уездов Сипин (西平) и Цзюйшань (房山).
Во время Гражданской войны, когда главная база коммунистов в Яньане в провинции Шэньси была занята гоминьдановцами, Центральный комитет Коммунистической партии Китая в мае 1948 года перебрался в расположенный в уезде Пиншань посёлок Сибайпо, откуда и руководил боевыми действиями в Северном Китае вплоть до занятия коммунистами Бэйпина в начале 1949 года.
В 1949 году был образован Специальный район Шицзячжуан (石家庄专区), и уезд вошёл в его состав. В ноябре 1967 года Специальный район Шицзячжуан был переименован в Округ Шицзячжуан (石家庄地区).
В 1993 году постановлением Госсовета КНР округ Шицзячжуан и город Шицзячжуан были объединены в городской округ Шицзячжуан.

## Административное деление
Уезд Пиншань делится на 12 посёлков и 11 волостей.

## Известные уроженцы Пиншаня
- Ли Мэнхуа (кит. 李夢華; 1922—2010) — второй председатель Олимпийского комитета Китая, директор Государственного комитета по делам физкультуры и спорта КНР (1981—1988).